# Post paschalny
Post paschalny – w chrześcijaństwie czas będący elementem przygotowania do świętowania misterium paschalnego Chrystusa podczas Triduum Paschalnego. Obejmuje dwa dni: Wielki Piątek oraz Wielką Sobotę. Następuje bezpośrednio po Wielkim poście i w przeciwieństwie do niego nie ma charakteru pokutnego.